# Rupert von Plottnitz

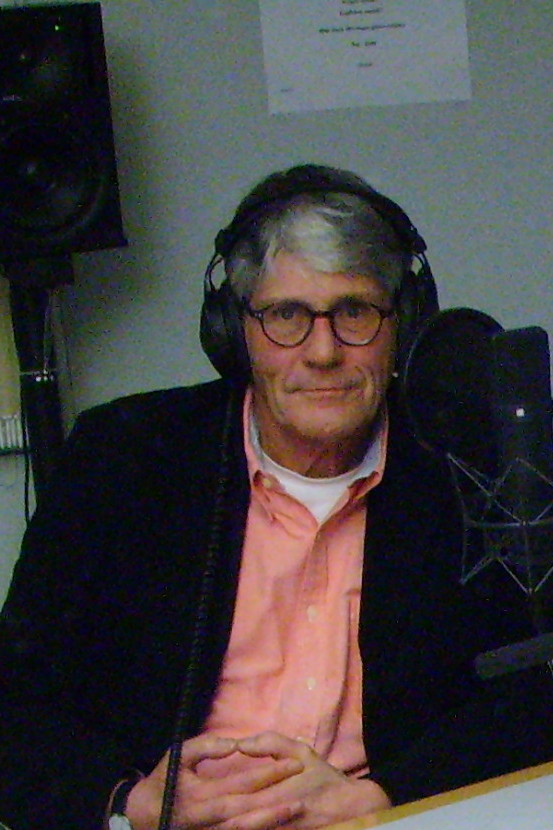
Rupert von Plottnitz 2007 in einer Livesendung von hr2

Franz-Joseph Rupert Ottomar von Plottnitz-Stockhammer, bekannt als Rupert von Plottnitz (* 4. Juli 1940 in Danzig), ist ein deutscher Jurist und Politiker (Bündnis 90/Die Grünen). Er war 1987–1994 und 1999–2003 Mitglied des Hessischen Landtags, dort von 1991 bis 1994 Vorsitzender der Grünen-Fraktion. Von 1994 bis 1995 war er Hessischer Minister für Umwelt, Energie und Bundesangelegenheiten, anschließend bis 1999 Hessischer Minister der Justiz und für Europaangelegenheiten sowie stellvertretender Ministerpräsident.

## Familie, Ausbildung und Beruf
Von Plottnitz entstammt dem Adelsgeschlecht Plottnitz-Stockhammer. Er ist der Sohn des Ottomar Gustav von Plottnitz-Stockhammer (1909–1959), eines unehelichen Sohnes von Franz Joseph Herzog in Bayern (1888–1912), und der Kitty von Plottnitz-Stockhammer, geb. Baronesse von Taube, einer Tochter Otto Baron von Taubes.
Nach dem Abitur studierte er von 1960 bis 1965 Rechtswissenschaften an der Universität Grenoble, der Freien Universität Berlin und der Universität Frankfurt am Main. Nach dem Ende seines Studiums absolvierte er das Rechtsreferendariat in Hessen und Frankreich und nahm nach dem zweiten Staatsexamen 1969 eine Tätigkeit als Rechtsanwalt in Frankfurt auf. Während des Baader-Meinhof-Prozesses verteidigte er unter anderem den RAF-Terroristen Jan-Carl Raspe.
Er war 1979 Gründungsmitglied des Republikanischen Anwältinnen- und Anwältevereins. Heute ist von Plottnitz Einzelanwalt in Bürogemeinschaft mit der Sozietät Fischer & Euler in Frankfurt am Main. Des Weiteren war er Mitglied im Wissenschaftlichen Beirat von Attac und im Kuratorium der Stiftung medico international.
Von Plottnitz war mit Cornelia-Katrin von Plottnitz verheiratet und ist dies in zweiter Ehe mit Beate Gottschalk (* 1949).

## Politik und öffentliche Ämter
Während seines Studiums trat Rupert von Plottnitz 1968 dem Sozialistischen Deutschen Studentenbund (SDS) bei. Er wirkte 1977/78 am „Internationalen Russell-Tribunal zur Situation der Menschenrechte in der Bundesrepublik Deutschland“ mit. Später schloss er sich der Partei Die Grünen an.
Von 1983 bis 1987 war er ehrenamtlicher Stadtrat im Magistrat der Stadt Frankfurt am Main. Er wurde bei der Landtagswahl in Hessen 1987 in den hessischen Landtag gewählt und war dort von April 1991 bis Oktober 1994 Vorsitzender der Grünen-Fraktion. Nach dem Rücktritt von Joschka Fischer wurde von Plottnitz am 6. Oktober 1994 zu dessen Nachfolger als hessischer Staatsminister für Umwelt, Energie und Bundesangelegenheiten in die von Ministerpräsident Hans Eichel geführte Landesregierung (Kabinett Eichel I) berufen und übernahm gleichzeitig das Amt des Stellvertretenden Ministerpräsidenten. Nach seiner Ernennung zum Staatsminister legte er am 13. Oktober 1994 sein Landtagsmandat nieder.
Bei der Landtagswahl in Hessen 1995 zog er erneut als Abgeordneter in den Landtag ein, legte sein Mandat aber am 5. April 1995 nieder. Er wechselte am 5. April 1995 an die Spitze des Ministeriums für Justiz- und Europaangelegenheiten im Kabinett Eichel II. Zugleich übernahm er vom 19. September 1995 bis zum 10. Oktober 1995 sowie vom 22. Februar 1998 bis zum 24. März 1998, jeweils nach den Rücktritten der Grünen-Ministerinnen Iris Blaul und Margarethe Nimsch, die kommissarische Leitung des Umwelt- und Energieressorts sowie des Ressorts für Jugend, Familie und Gesundheit.
Nach der Landtagswahl in Hessen 1999 und der Bildung einer christlich-liberalen Koalition schied er am 7. April 1999 aus der Landesregierung aus. Von 1999 bis 2003 war er wiederum Mitglied des Landtags, dort 1999/2000 wirtschaftspolitischer Sprecher und von 2000 bis 2003 rechts- und europapolitischer Sprecher der Bündnisgrünen-Fraktion. Bis 2019 war er Mitglied des Staatsgerichtshofes des Landes Hessen.
Rupert von Plottnitz war Mitglied der 9. und 10. Bundesversammlung 1989 und 1994.